# Valeriana sambucifolia
Valeriana sambucifolia es una especie de planta herbácea de la antigua familia Valerianaceae, ahora subfamilia Valerianoideae con similares características y propiedades que la valeriana.

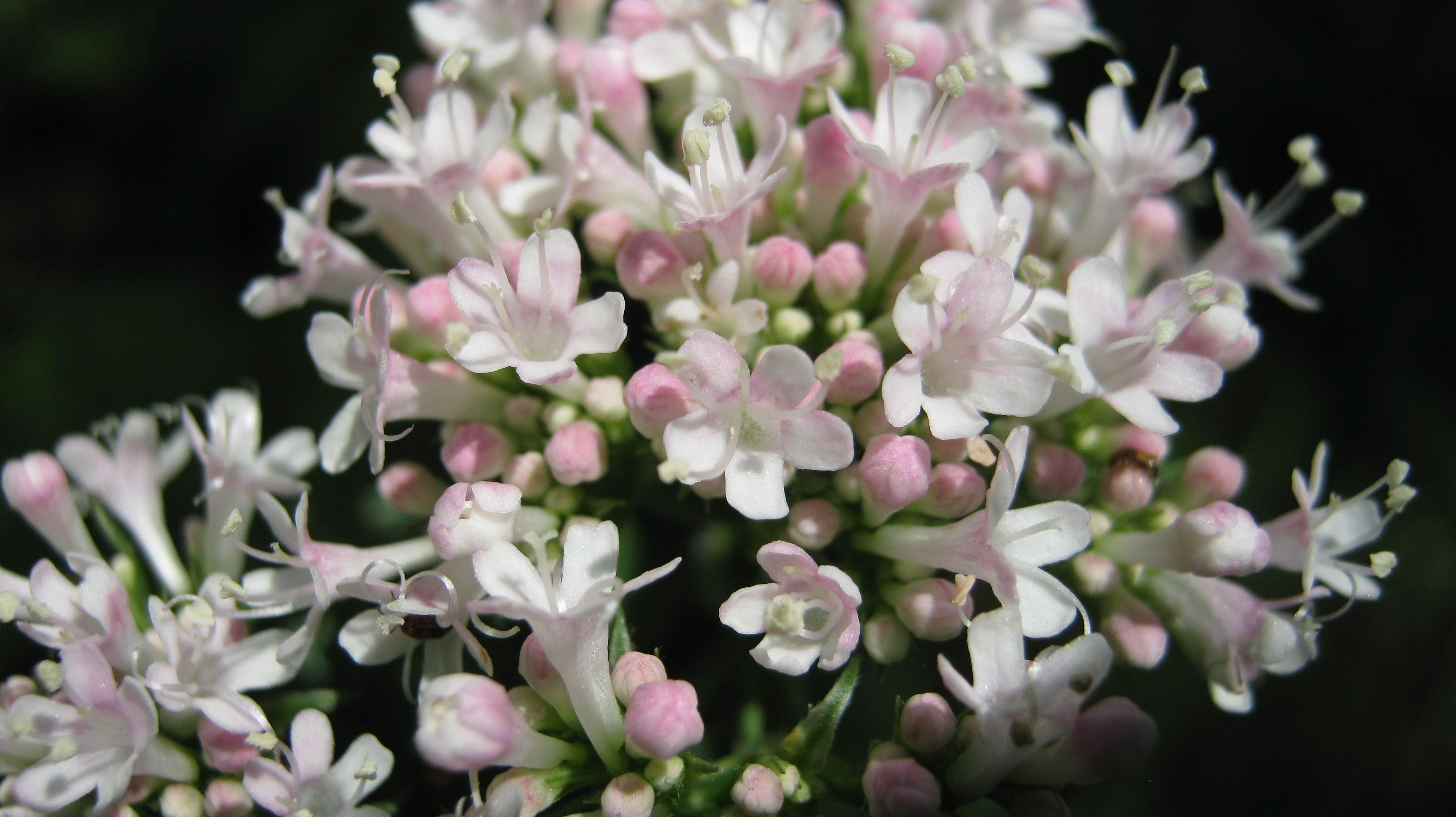
Inflorescencia

## Distribución geográfica
Son nativos de Escandinavia, los Alpes y Escocia.  En Finlandia se encuentran en el suroeste. 

## Descripción
Es una planta herbácea que alcanza los 50 cm de altura. Las flores son de color blanco o rosa. 

## Taxonomía
Valeriana sambucifolia fue descrita por Johann Christian Mikan  ex Pohl  y publicado en Tentamen Florae Bohemicae 1: 41. 1810
Etimología
Valeriana: nombre genérico derivado del latín medieval ya sea en referencia a los nombres de Valerio (que era un nombre bastante común en Roma, Publio Valerio Publícola es el nombre de un cónsul en los primeros años de la República), o a la provincia de Valeria, una provincia del imperio romano,  o con la palabra valere, "para estar sano y fuerte" de su uso en la medicina popular para el tratamiento del nerviosismo y la histeria.
sambucifolia: epíteto latino que significa "con las hojas del sauco"
Sinonimia
- Valeriana excelsa Poir.,
- Valeriana officinalis L. ssp. sambucifolia (J.C.Mikan) Celak.;
- Valeriana officinalis L. ssp. repens (Host)
- Valeriana excelsa Poir. ssp. salina (Pleijel) Hiitonen,
- Valeriana officinalis L. ssp. salina (Pleijel),
- Valeriana salina Pleijel (ssp. salina)[3]